# The Commuters
The Commuters er en amerikansk stumfilm fra 1915 af George Fitzmaurice.

## Medvirkende
- Irene Fenwick som Hetty Brice.
- Charles Judels som Anatole Vermouth.
- George LeGuere som Larry Brice.
- Dan Moyles som Mr. Rolliston.
- Della Connor som Fan Rolliston.